# غدة فون-إبنر

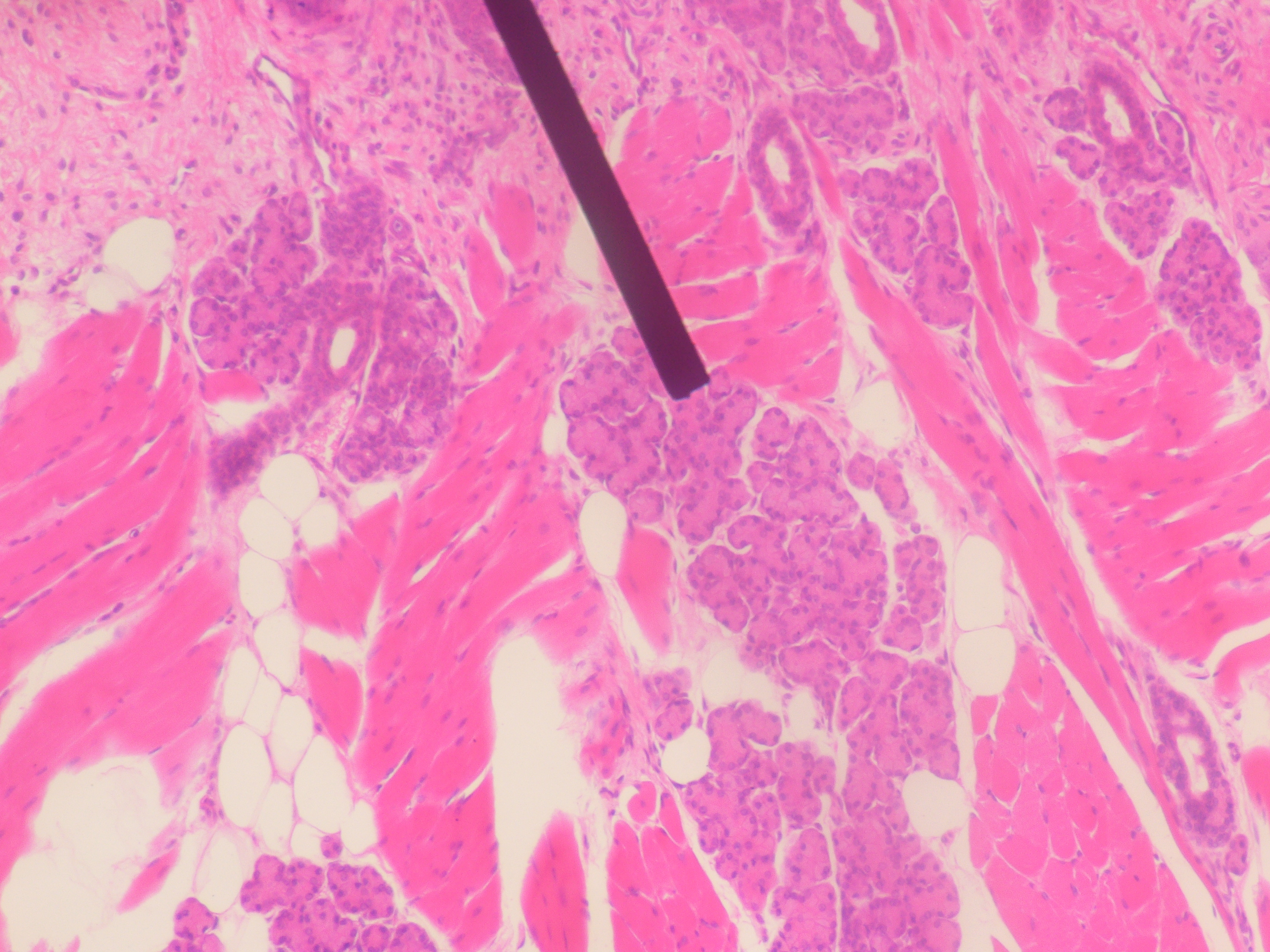
صورة مجهرية لغدة فون-إبنر في الإنسان.

غدّة فون-إبنر أو غدة إبنر أو الغدد الذوقية، هي غدد خارجية الإفراز توجد في الفم. تعتبر تلك الغدد غدد لعابية مصلية تقع بجوار الخنادق المحيطة بالحليمات الكأسية والحليمات الورقية مباشرة أمام الثلث الخلفي من اللسان، أمام الثلم الإنتهائي.
تتم تسمية هذه الغدد نسبةً إلى اختصاصيا الهستولوجيا النمساويين أنطون جيلبرت فيكتور فون إبنر وريتر فون روفينشتين.
تفرز غدد فون-إبنر إنزيم الليباز اللساني، بادئةً عملية التحلل الدهني في الفم. تفرز تلك الغدد إفرازها المصلي في قاعدة الخنادق الموجودة حول الحليمات الكأسية والحليمات الورقية. تقوم تلك الإفرازات بغسل وإزالة أي مواد من الخنادق لكي تمكن «حلمات التذوق» من الاستجابة السريعة للمحفزات المتغيرة.

## التعصيب
يتم إمداد غدد فون-إبنر عصبياً عن طريق العصب القحفي التاسع، «العصب البلعومي اللساني».

## وصلات خارجية
- Anton Gilbert Viktor Ebner, Ritter von Rofenstein entry @ whonamedit.com
- pubmed/16859632
- synd/2602 على قاموس من سمى هذا؟
- صور نسيجية: 09503loa — نظام تعلم علم الأنسجة في جامعة بوسطن
- صورة تشريحية: 126_05 في مركز جامعة أوكلاهوما للعلوم الصحية.
- Dental histology at usc.edu